# Persone di nome Taylor
| Questa pagina contiene informazioni ricavate automaticamente dalle voci biografiche con l'ausilio del template Bio e di un bot. L'aggiornamento è periodico e automatico e ricostruisce completamente la pagina. Se manca una persona in questa lista, sei pregato di non aggiungerla, ma accertati piuttosto che la sua voce biografica contenga il template Bio e che i dati anagrafici siano correttamente compilati. Se il template Bio manca, inseriscilo tu stesso o, in alternativa, metti l'avviso {{tmp\|Bio}} che ne segnala la mancanza. Se i dati riportati sono sbagliati, correggi direttamente la voce biografica; le modifiche saranno visibili in questa lista entro pochi giorni. Per chiarimenti vedi il progetto antroponimi. La lista contiene solo le 120 persone che sono citate nell'enciclopedia e per le quali è stato implementato correttamente il template Bio. Pagina aggiornata al 16 ott 2024. |

Questa è una lista di persone presenti nell'enciclopedia che hanno il prenome Taylor, suddivise per attività principale.

## Allenatori di pallacanestro(2)
- Taylor Jenkins, allenatore di pallacanestro statunitense (Dallas, n. 1984)
- Tates Locke, allenatore di pallacanestro e dirigente sportivo statunitense (Cincinnati, n. 1937 - Jacksonville, † 2024)

## Allenatori di pallavolo(1)
- Taylor Gregory, allenatore di pallavolo e ex pallavolista statunitense (Saugus, n. 1993)

## Allenatori di tennis(1)
- Taylor Dent, allenatore di tennis e ex tennista statunitense (Newport Beach, n. 1981)

## Arcieri(1)
- Taylor Worth, arciere australiano (n. 1991)

## Artisti(1)
- Taylor Mac, artista, commediografo e regista teatrale statunitense (Laguna Beach, n. 1973)

## Attori(9)
- Taylor Handley, attore statunitense (Santa Barbara, n. 1984)
- Taylor Holmes, attore statunitense (Newark, n. 1878 - Hollywood, † 1959)
- Taylor James, attore britannico (Sevenoaks, n. 1980)
- Taylor John Smith, attore statunitense (New York, n. 1995)
- Taylor Kinney, attore e modello statunitense (Lancaster, n. 1981)
- Taylor Kitsch, attore canadese (Kelowna, n. 1981)
- Taylor Lautner, attore statunitense (Grand Rapids, n. 1992)
- Taylor Zakhar Perez, attore statunitense (Chicago, n. 1991)
- Taylor Sheridan, attore, sceneggiatore e regista statunitense (Cranfills Gap, n. 1970)

## Attori teatrali(1)
- Taylor Trensch, attore teatrale, doppiatore e cantante statunitense (Tampa, n. 1989)

## Attrici(9)
- Taylor Atelian, attrice, ballerina e cantante statunitense (Santa Barbara, n. 1995)
- Taylor Cole, attrice e modella statunitense (Arlington, n. 1984)
- Taylor Fry, attrice statunitense (San Mateo, n. 1981)
- Taylor Hickson, attrice e cantautrice canadese (Kelowna, n. 1997)
- Taylor Louderman, attrice e cantante statunitense (Madison, n. 1990)
- Taylor Roberts, attrice, poetessa e imprenditrice statunitense (Raleigh, n. 1980)
- Taylor Russell, attrice canadese (Vancouver, n. 1994)
- Taylor Schilling, attrice statunitense (Boston, n. 1984)
- Taylor Spreitler, attrice statunitense (Hattiesburg, n. 1993)

## Attrici pornografiche(4)
- Taylor Rain, ex attrice pornografica e regista statunitense (Long Beach, n. 1981)
- Taylor St. Clair, ex attrice pornografica statunitense (Richmond, n. 1969)
- Taylor Vixen, attrice pornografica statunitense (Dallas, n. 1983)
- Taylor Wane, attrice pornografica britannica (Gateshead, n. 1968)

## Bobbisti(1)
- Taylor Austin, bobbista canadese (Lethbridge, n. 1990)

## Calciatori(11)
- Taylor Benjamin, ex calciatore canadese (Etobicoke, n. 1990)
- Taylor Booth, calciatore statunitense (Eden, n. 2001)
- Taylor Gardner-Hickman, calciatore inglese (Telford, n. 2001)
- Taylor Harwood-Bellis, calciatore inglese (Stockport, n. 2002)
- Taylor Kemp, ex calciatore statunitense (Highlands Ranch, n. 1990)
- Taylor MacDonald, calciatore americo-verginiano (Christiansted, n. 1992)
- Taylor MacDonald, ex calciatore americo-verginiano (Port of Spain, n. 1957)
- Taylor Moore, calciatore inglese (Walthamstow, n. 1997)
- Taylor Regan, calciatore australiano (Newcastle, n. 1988)
- Taylor Twellman, ex calciatore statunitense (St. Louis, n. 1980)
- Taylor Washington, calciatore statunitense (New York, n. 1993)

## Canottiere(1)
- Taylor Ritzel, canottiera statunitense (n. 1988)

## Cantanti(5)
- Taylor Hanson, cantante e musicista statunitense (Tulsa, n. 1983)
- Taylor Henderson, cantante australiano (Ceres, n. 1993)
- Taylor Hicks, cantante statunitense (Birmingham, n. 1976)
- Tay Jardine, cantante statunitense (Poughkeepsie, n. 1990)
- Taylor Momsen, cantante, chitarrista e modella statunitense (Saint Louis, n. 1993)

## Cantautrici(4)
- Gayle, cantautrice statunitense (Plano, n. 2004)
- Tayla Parks, cantautrice, musicista e attrice statunitense (Dallas, n. 1993)
- Taylor Swift, cantautrice statunitense (West Reading, n. 1989)
- Upsahl, cantautrice statunitense (Phoenix, n. 1998)

## Cestiste(2)
- Taylor Lilley, ex cestista statunitense (Van Nuys, n. 1988)
- Taylor Soule, cestista statunitense (Lebanon, n. 2000)

## Cestisti(9)
- Taylor Braun, cestista statunitense (Newberg, n. 1991)
- Taylor Brown, ex cestista statunitense (Atlanta, n. 1989)
- Taylor Coppenrath, ex cestista statunitense (St. Johnsbury, n. 1981)
- Taylor Griffin, ex cestista statunitense (Oklahoma City, n. 1986)
- Taylor Hendricks, cestista statunitense (Fort Lauderdale, n. 2003)
- Taylor Johns, cestista statunitense (San Francisco, n. 1994)
- Taylor King, ex cestista statunitense (Huntington Beach, n. 1988)
- Taylor Rochestie, cestista statunitense (Houston, n. 1985)
- Taylor Smith, cestista statunitense (Schertz, n. 1991)

## Ciclisti su strada(1)
- Taylor Phinney, ex ciclista su strada e pistard statunitense (Boulder, n. 1990)

## Combinatisti nordici(1)
- Taylor Fletcher, combinatista nordico e ex saltatore con gli sci statunitense (Steamboat Springs, n. 1990)

## Comiche(1)
- Taylor Tomlinson, comica, attrice e conduttrice televisiva statunitense (Contea di Orange, n. 1993)

## Compositori(1)
- Taylor Rhodes, compositore, produttore discografico e musicista statunitense (Nashville)

## Fisici(1)
- Taylor Wang, fisico e ex astronauta statunitense (Shanghai, n. 1940)

## Giocatori di baseball(2)
- Taylor Teagarden, ex giocatore di baseball statunitense (Dallas, n. 1983)
- Taylor Widener, giocatore di baseball statunitense (Aiken, n. 1994)

## Giocatori di beach volley(1)
- Taylor Sander, giocatore di beach volley e ex pallavolista statunitense (Fountain Valley, n. 1992)

## Giocatori di football americano(12)
- Taylor Decker, giocatore di football americano statunitense (Vandalia, n. 1994)
- Taylor Gabriel, ex giocatore di football americano statunitense (Mesquite, n. 1991)
- Taylor Hart, giocatore di football americano statunitense (Tualatin, n. 1991)
- Taylor Heinicke, giocatore di football americano statunitense (Lawrenceville, n. 1993)
- Taylor Lewan, giocatore di football americano statunitense (Scottsdale, n. 1991)
- Taylor Mays, giocatore di football americano statunitense (Seattle, n. 1988)
- Taylor Mehlhaff, giocatore di football americano statunitense (Aberdeen, n. 1985)
- Taylor Moton, giocatore di football americano statunitense (Lansing, n. 1994)
- Taylor Price, giocatore di football americano statunitense (Hilliard, n. 1987)
- Taylor Rapp, giocatore di football americano statunitense (Atlanta, n. 1997)
- Taylor Thompson, ex giocatore di football americano statunitense (Plano, n. 1989)
- T.J. Yates, giocatore di football americano statunitense (Marietta, n. 1987)

## Giocatori di football australiano(1)
- Taylor Hunt, giocatore di football australiano australiano (n. 1990)

## Giocatrici di beach volley(1)
- Taylor Pischke, giocatrice di beach volley canadese (Winnipeg, n. 1993)

## Hockeisti su ghiaccio(2)
- Taylor Carnevale, ex hockeista su ghiaccio canadese (Mississauga, n. 1991)
- Taylor Hall, hockeista su ghiaccio canadese (Calgary, n. 1991)

## Modelle(1)
- Taylor Marie Hill, supermodella statunitense (Palatine, n. 1996)

## Modelli(1)
- Taylor Fuchs, supermodello canadese (White City, n. 1987)

## Musicisti(1)
- Taylor Deupree, musicista, artista e fotografo statunitense (Brooklyn, n. 1971)

## Numismatici(1)
- Taylor Combe, numismatico e archeologo britannico (n. 1774 - Londra, † 1826)

## Nuotatrici(2)
- Taylor McKeown, nuotatrice australiana (Redcliffe, n. 1995)
- Taylor Ruck, nuotatrice canadese (Kelowna, n. 2000)

## Organisti(1)
- Cameron Carpenter, organista e compositore statunitense (Meadville, n. 1981)

## Pallavoliste(10)
- Taylor Agost, pallavolista statunitense (Happy Valley, n. 1996)
- Taylor Brauneis, pallavolista statunitense (Crystal Lake, n. 1991)
- Taylor Bruns, pallavolista statunitense (Normal, n. 1991)
- Taylor Fricano, pallavolista statunitense (Palatine, n. 1995)
- Taylor Milton, pallavolista statunitense (San Diego, n. 1992)
- Taylor Mims, pallavolista statunitense (Billings, n. 1997)
- Taylor Nelson, pallavolista statunitense (Granite Bay, n. 1996)
- Taylor Sandbothe, pallavolista statunitense (Lee's Summit, n. 1994)
- Taylor Simpson, pallavolista statunitense (Colorado Springs, n. 1993)
- Taylor Tashima, pallavolista statunitense (Wilmette, n. 1996)

## Pallavolisti(1)
- Taylor Averill, pallavolista statunitense (Portland, n. 1992)

## Piloti automobilistici(1)
- Taylor Barnard, pilota automobilistico britannico (Norwich, n. 2004)

## Piloti motociclistici(1)
- Taylor Mackenzie, pilota motociclistico britannico (Stirling, n. 1993)

## Registi(1)
- Taylor Hackford, regista e produttore cinematografico statunitense (Santa Barbara, n. 1944)

## Saltatrici con gli sci(1)
- Taylor Henrich, ex saltatrice con gli sci canadese (Calgary, n. 1995)

## Sciatori alpini(1)
- Taylor Shiffrin, ex sciatore alpino statunitense (n. 1992)

## Scrittrici(2)
- Taylor Jenkins Reid, scrittrice statunitense (Acton, n. 1983)
- Taylor Stevens, scrittrice statunitense (New York, n. 1972)

## Slittinisti(1)
- Taylor Morris, slittinista statunitense (n. 1991)

## Snowboarder(1)
- Taylor Gold, snowboarder statunitense (Steamboat Springs, n. 1994)

## Storici(1)
- Taylor Branch, storico statunitense (Atlanta, n. 1947)

## Tenniste(1)
- Taylor Townsend, tennista statunitense (Chicago, n. 1996)

## Tennisti(1)
- Taylor Fritz, tennista statunitense (Rancho Santa Fe, n. 1997)

## Triatlete(1)
- Taylor Knibb, triatleta e ciclista su strada statunitense (n. 1998)

## Velociste(1)
- Taylor Ellis-Watson, velocista statunitense (Filadelfia, n. 1993)

## Wrestler(2)
- Bo Dallas, wrestler statunitense (Brooksville, n. 1990)
- Jacy Jayne, wrestler statunitense (Tampa, n. 1996)